# Федоришин Василь Петрович
Васи́ль Петро́вич Федори́шин (31 березня, 1981, Калуш, Івано-Франківська область) — лідер збірної України з вільної боротьби у ваговій категорії до 60 кг, Заслужений майстер спорту України з вільної боротьби; срібний призер ХХІХ літніх Олімпійських ігор в Пекіні (через 9 років позбавлений цієї медалі), двічі призер чемпіонатів світу, триразовий чемпіон Європи. Багаторазовий чемпіон України. Заслужений майстер спорту України з вільної боротьби.
Головний тренер національної збірної команди України з вільної боротьби.

## Спортивні досягнення
Василь Федоришин народився 31 березня 1981 року в Калуші Івано-Франківської області. Із 1998 року живе в Києві.
Федоришин виступає за «Динамо» — «Колос» (Київ). Перший тренер, що працює з ним і досі — Ігор Барна. Також його тренує Андрій Сілецький.
Чемпіон Європи 2005, 2007, 2008 рр., срібний призер 2001, 2002 рр., бронзовий призер 2004 р., переможець «Золотого Гран-прі» 2008 р., чемпіон Європи серед юніорів 2000 р., бронзовий призер чемпіонату світу серед юніорів 2000 р., бронзовий призер чемпіонату світу серед кадетів 1997 р..
На Олімпійських іграх 2004 року в Афінах Василь Федоришин був четвертим. На літніх Олімпійських іграх в Пекіні у 2008 році він став другим, поступившись у фінальній сутичці олімпійському чемпіону Афін Мавлету Батирову з Росії з рахунком 1:3.
У 2009 році в Ізраїлі на XVIII Маккабіаді завоював золото у ваговій категорії до 66 кілограм.
На Олімпійських іграх 2012 року в Лондоні Федоришин програв в 1/8 фіналу грузину Малхазу Заркуа.
Перший тренер — Ігор Барна.
4-те місце на олімпійських іграх в Афінах 2004, переможець чемпіонатів Європи 2007—2008. Багаторазовий чемпіон України.
Бронзовий призер Чемпіонату Європи-2010.
Тренери — Ігор Барна, Андрій Сілецький, Ігор Дух.
5 квітня 2017 року Міжнародний олімпійський комітет позбавив Федоришина срібної медалі Ігор 2008 року у зв'язку з наявністю в його пробах допінгу — туринаболу.

## Державні нагороди
- Орден «За мужність» III ст. (4 вересня 2008) — за досягнення високих спортивних результатів на XXIX літніх Олімпійських іграх в Пекіні (Китайська Народна Республіка), виявлені мужність, самовідданість та волю до перемоги, піднесення міжнародного авторитету України[4]

## Особисте життя
Федоришин має вищу освіту, закінчив Національний університет фізичного виховання і спорту України. Одружений. Хобі — комп'ютери і туризм.

## Виступи на Олімпіадах
| Змагання                    | Збірна  | Вагова категорія | Місце                     |
| --------------------------- | ------- | ---------------- | ------------------------- |
| Літні Олімпійські ігри 2004 | Україна | 60 кг            | 4                         |
| Літні Олімпійські ігри 2008 | Україна | 60 кг            | ( Срібло) дискваліфікація |
| Літні Олімпійські ігри 2012 | Україна | 60 кг            | 17                        |

## Виступи на Чемпіонатах світу
| Змагання                        | Збірна  | Вагова категорія | Місце  |
| ------------------------------- | ------- | ---------------- | ------ |
| Чемпіонат світу з боротьби 2001 | Україна | 58 кг            | 5      |
| Чемпіонат світу з боротьби 2003 | Україна | 60кг             | 24     |
| Чемпіонат світу з боротьби 2005 | Україна | 60 кг            | 11     |
| Чемпіонат світу з боротьби 2006 | Україна | 60 кг            | 5      |
| Чемпіонат світу з боротьби 2007 | Україна | 60 кг            | 10     |
| Чемпіонат світу з боротьби 2009 | Україна | 60 кг            | Бронза |
| Чемпіонат світу з боротьби 2010 | Україна | 60 кг            | Срібло |
| Чемпіонат світу з боротьби 2011 | Україна | 60 кг            | 15     |

## Виступи на Чемпіонатах Європи
| Змагання                         | Збірна  | Вагова категорія | Місце  |
| -------------------------------- | ------- | ---------------- | ------ |
| Чемпіонат Європи з боротьби 2001 | Україна | 58 кг            | Срібло |
| Чемпіонат Європи з боротьби 2002 | Україна | 60 кг            | Срібло |
| Чемпіонат Європи з боротьби 2004 | Україна | 60 кг            | Бронза |
| Чемпіонат Європи з боротьби 2005 | Україна | 60 кг            | Золото |
| Чемпіонат Європи з боротьби 2007 | Україна | 60 кг            | Золото |
| Чемпіонат Європи з боротьби 2008 | Україна | 60 кг            | Золото |
| Чемпіонат Європи з боротьби 2009 | Україна | 60 кг            | Бронза |
| Чемпіонат Європи з боротьби 2010 | Україна | 60 кг            | Бронза |
| Чемпіонат Європи з боротьби 2011 | Україна | 60 кг            | Бронза |

## Виступи на Кубках світу
| Змагання                    | Збірна  | Вагова категорія | Місце  |
| --------------------------- | ------- | ---------------- | ------ |
| Кубок світу з боротьби 2000 | Україна | 58 кг            | 5      |
| Кубок світу з боротьби 2010 | Україна | 60 кг            | Золото |
| Кубок світу з боротьби 2014 | Україна | 61 кг            | 4      |

## Виступи на інших змаганнях
| Змагання                                             | Збірна  | Вагова категорія | Місце  |
| ---------------------------------------------------- | ------- | ---------------- | ------ |
| Олімпійський кваліфікаційний турнір 2000             | Україна | 58 кг            | Золото |
| Олімпійський кваліфікаційний турнір 2004             | Україна | 60 кг            | Бронза |
| Золотий Гран-прі з боротьби 2006                     | Україна | 60 кг            | Срібло |
| Золотий Гран-прі з боротьби 2008                     | Україна | 60 кг            | Золото |
| Ігри Маккабі 2009                                    | Україна | 66 кг            | Золото |
| Золотий Гран-прі з боротьби 2010                     | Україна | 60 кг            | Золото |
| Золотий Гран-прі з боротьби 2010                     | Україна | 60 кг            | Золото |
| Київський Міжнародний турнір з вільної боротьби 2012 | Україна | 60 кг            | Срібло |
| Олімпійський кваліфікаційний турнір 2012             | Україна | 60 кг            | Бронза |
| Олімпійський кваліфікаційний турнір 2012             | Україна | 60 кг            | 8      |
| Олімпійський кваліфікаційний турнір 2012             | Україна | 60 кг            | Золото |
| Турнір Чорного моря 2013                             | Україна | 60 кг            | Срібло |
| Меморіал Вацлава Циолковського 2013                  | Україна | 60 кг            | 11     |
| Кубок Тахті 2014                                     | Україна | 61 кг            | Срібло |
| Henri Deglane Challenge 2014                         | Україна | 65 кг            | Золото |
| Гран-прі Парижа 2015                                 | Україна | 65 кг            | 11     |
| Турнір Олександра Медведя 2015                       | Україна | 61 кг            | 26     |